# Adelostemma
Adelostemma es un género de plantas fanerógamas de la familia Apocynaceae. Contiene tres especies.

## Distribución
Es originario de Asia. Se distribuye por Birmania, China (Guangxi, Guizhou, Yunnan). Se encuentra en los valles de los bosques densos o en matorrales, en alturas de  500-1000 m.

## Descripción
Son enredaderas que alcanzan los 400 cm de altura.  Brotes glabros. Las hojas son herbáceas con tacto de papel de 3.5-6 cm de largo, y 2.5-4.5 cm de ancho, ovadas, basalmente cordadas con el ápice agudo a acuminado, adaxial como abaxialmente glabros.
Las inflorescencias son extra-axilares, a veces en pares, más cortas que las hojas adyacentes, 5-7, pedúnculos de flores, simples,  casi tan largos como pedicelos.
- Sépalos lanceolados: y corola campanulada con 5 lóbulos cortos.
- Columna estipitada: y anteras con ápices alargados y membranáceos.
- Tallos gráciles, volubles y glabérrimos .
- Hojas opuestas, largas, pecioladas y cordadas .
- Flores pequeñas: dispuestas en cimas corimbiformes axilares y pedúnculadas.[4]

## Taxonomía
El género fue descrito por Joseph Dalton Hooker y publicado en The Flora of British India 4(10): 20. 1883. La especie tipo es: Adelostemma gracillimum (Wall. ex Wight) Hook. f. (Cynanchum gracillimum Wall.).

## Especies seleccionadas
- Adelostemma gracillimum (Wall. ex Wight) Hook.f. & Tsiang
- Adelostemma mairei Hand.-Mazz.
- Adelostemma microcentrum Tsiang